# Реміза

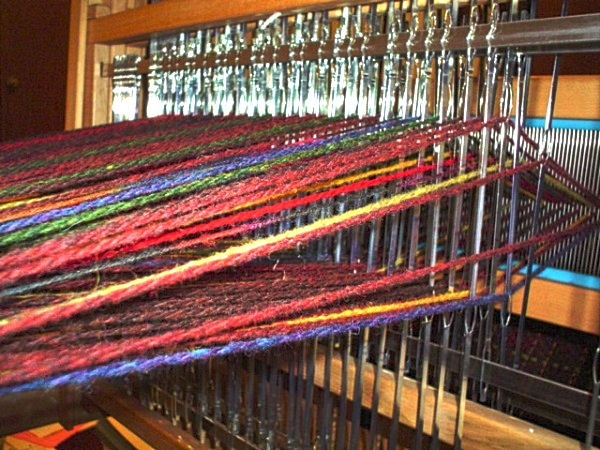
Металеві ремізки кареткового ткацького верстата і нитки основи

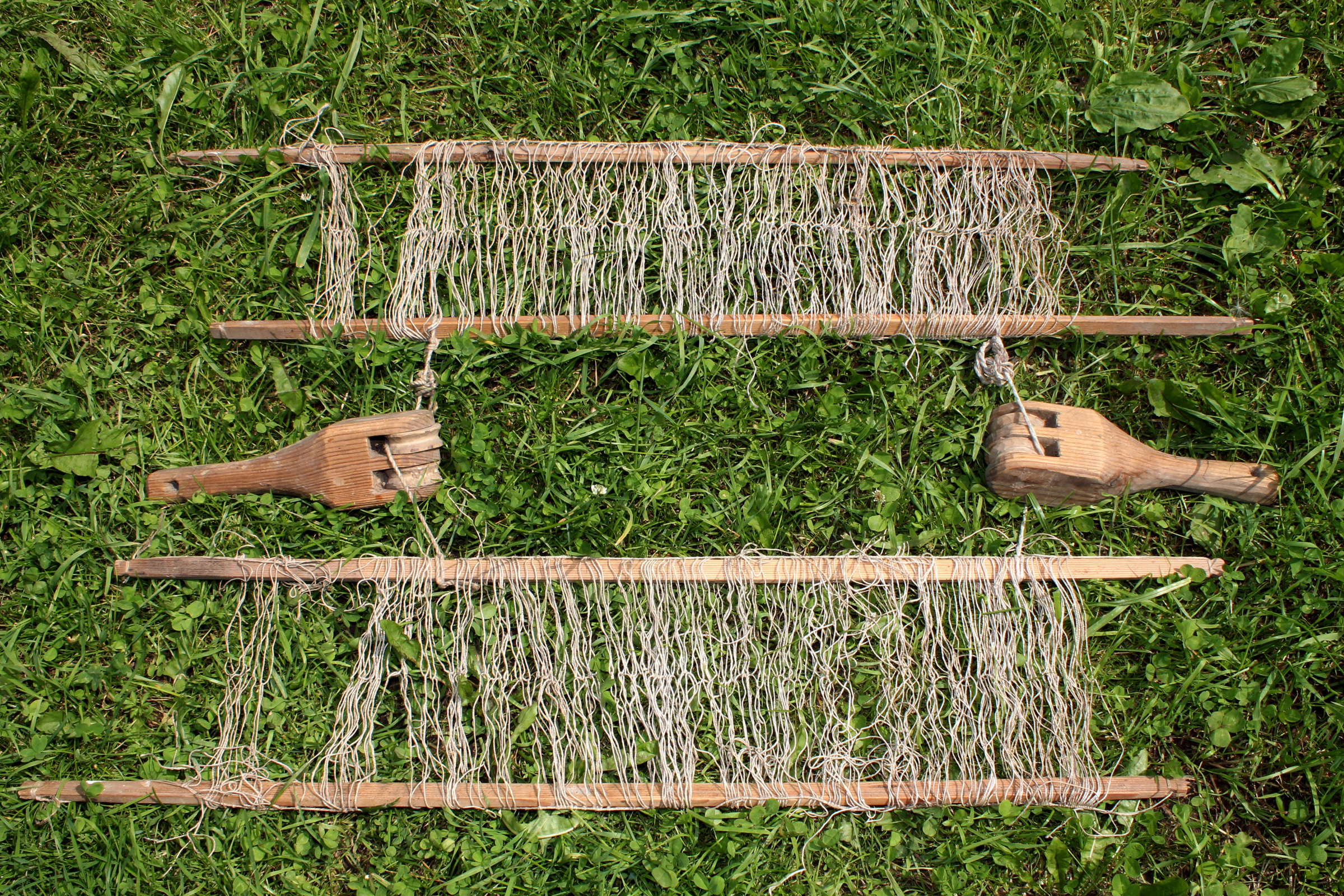
Ремізки білоруських кросен (Вітебська область)

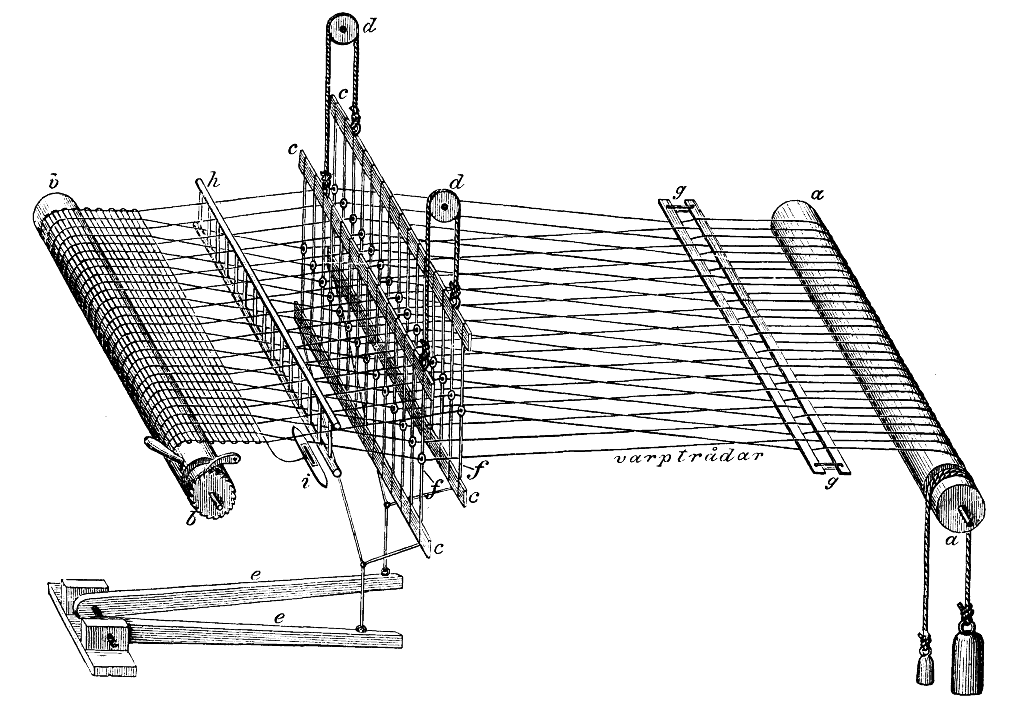
Схема розташування ремізок в основі

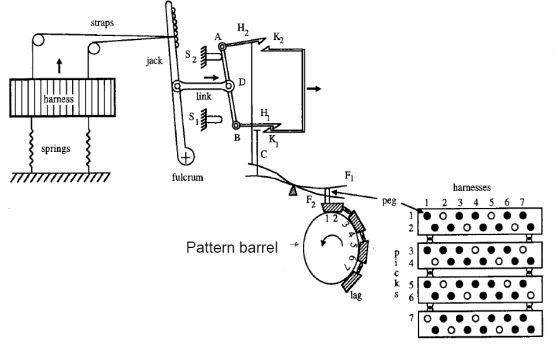
Схема каретки: ножі (K_{1}, K_{2}) чіпляються за гачки (H_{1}, H_{2}), з'єднані з балансом (AB), що приводить у дію журавлик (jack), з'єднаний через гнучкі в'язі (straps) з ремізкою. Гачки опускаються шпильками (DC) і косариками (F_{1}, F_{2}), почерговість опускання регулюється шпениками на призмі (pattern barrel).

Ремі́за, ремі́зка (від фр. remise — «доставка», «надання»), начиння — пристрій у ткацьких верстатах у вигляді рамки, або планки з міцними нитками, яким розділяють нитки основи. Робітника, що працює біля ремізи, називають ремізником.

## Начиння кросен
Згідно зі Словарем української мови Б. Д. Грінченка, реміза (начиння) українського ручного ткацького верстата складалася з таких деталей: двох розташованих паралельно одна над одною довгих і вузьких дерев'яних пластинок — шохт (на Галичині називалися шо́фти, ціпки), з'єднаних нитяними перемичками — рукавом. У Костянтиноградському повіті Полтавської губернії нитки рукава називалися ни́чениці, кожна ничениця складалася з двох рівних частин, які заходили одна в одну як кільця; а рукав ділився на частини — ґанки, у кожному ґанку було по 15 ничениць. У Галичині рукав був відомий як ни́чениця, ни́чельниця, нитки його складалися з трьох частин, які заходили одна в одну як кільця: верхня — коник, нижня — кобилка, і середня (мала) — очко. Крізь вічка ничениць проходять нитки основи. Начиння підвішувалося верхньою шохтою до жертки верстата: з жертки звисали два блочки — жабки (на Галичині називалися карпульці, скраклі), крізь коліщата яких проходять мотузи, на яких вже висить начиння. Нижні шохти з'єднувалися мотузками з педалями — підніжками. У Костянтиноградському повіті від нижньої шохти йшли ще два мотузи, до яких була прив'язана циліндрична дерев'яна палиця — байцарка (барцьо́шка), від середини якої йшов мотуз до педалі. Начиннів на українському верстаті має бути не менш ніж чотири (є галицький вираз «чотири стіни»).
Для в'язання начиння використовували верстат — стілець чи лавку. Він складався з підставки (перепонки), з двома закріпленими на ній розсувними ніжками, на кожній з яких була горизонтальна подушка (шпуга). Шохти з'єднували кінці протилежних подушок, а паралельно шохтам, між ними, поміщався шкворень, що лежав кінцями на подушках і проходив через дві тригранні дощечки (кобилки), які стояли ребром і спиралися на шохти.
За допомогою закріпленого на шнурі гачка («ключки») прикріплені до нижнього навою нитки основи проводять через комірки берда і через вічка рукавів і кріплять до верхнього навою.
Натискуючи на одну з підніжок, розсувають вгору та вниз ремізи, які, у свою чергу, розсувають нитки основи, утворюючи зів, через які майстер просовує човник з утоковою ниткою. Проклавши утік, його ущільнюють, прибиваючи бердом ляди. Потім натискуванням на іншу підніжку знову переміщають ремізи, міняючи місцями парні і непарні нитки основи, і повторюють ті ж самі операції.
Особливе начиння було й у кросонках — невеликому верстаті для ткання сит.

## Реміза сучасних верстатів
Ремізки сучасних ткацьких верстатів виготовляються з металевих смуг, переміщення їх вгору-донизу під час ткання здійснюється автоматично. Залежно від типу вироблюваних тканин використовуються такі пристрої розсування ремізок (перебірні механізми): ексцентриковий зівоутворювальний механізм, каретку чи жаккардову машину.
- Ексцентриковий зівоутворювальний механізм використовується для найпростішого переплетення — полотняного. У таких верстатах є всього дві ремізки, які піднімаються і опускаються, як і ручному верстаті, педалями-підніжками. Підніжки приводяться в дію ексцентриками вала.
- Каретка використовується для складніших переплетень, що вимагають понад 2 ремізки, верстати з цим пристроєм називають каретковими. Каретки можуть мати різноманітні конструкції, більшість з них уможливлює роботу з 24 ремізками, але практичним їх числом є 12-16. Поширена двопіднімна каретка має таку будову: обертовий вал з допомогою кривошипного механізму через тягу і триплечий важіль приводить у поступальних рух особливі елементи — ножі, що можуть зачіплятися гачками; гачки шарнірно з'єднані з балансом, у свою чергу з'єднаним з проступним важелем («журавликом»), сполученим гнучкою в'яззю з ремізкою; нижні гачки лежать на двоплечих важелях («косариках»), верхні — на шпильках, нижні кінці яких спираються на косарики; ліве плече кожного косарика лежить на призмі з надітим на неї картоном зі шпениками. При кожному проході човника через зів призма повертається храповиком на одну грань, встановлюючи під косариком нову карту, з насіченими згідно з рисунком переплетення шпениками. Якщо навпроти косарика опиняється шпеник, ліве плече косарика підіймається, а праве опускається, у результаті чого опускається шпилька з гачком, який лягає на ніж. Останній захоплює гачок, і рухаючись з рухом обертового вала, тягне його за собою. Відбувається відхилення балансу, журавлика і підйом ремізки. Якщо шпеника під плечем косарика не опиняється, гачок не опускається і ніж проходить мимо[4].
- Жаккардова машина використовується на жаккардових верстатах.

## Джерело
- Словник іншомовних слів. За редакцією О. С. Мельничука. Головна редакція Української радянської енциклопедії. Київ — 1977.